# As Misteriosas Cidades de Ouro
As Misteriosas Cidades de Ouro (Em francês Les Mystérieuses Cités d'or e em japonês 太陽の子エステバン (Taiyō no ko Esuteban) é uma série de anime franco-japonesa com 39 episódios, cada um tendo 28 minutos de duração. Foi originalmente transmitido pela NHK no Japão entre 29 de junho de 1982 até 7 de junho de 1983, em Luxemburgo em 13 de maio de 1982 pela RTL Télévision e na França pela Antenne 2 em 26 de setembro de 1983. Foi adaptado do romance The King’s Fifth de Scott O'Dell, uma ficção histórica do Descobrimento da América. 
Em Portugal a série foi emitida pela RTP em 1985 na dobragem original francesa com legendas em português. A Editora Planeta deAgostini lançou em DVD a série com dobragem portuguesa.
A série teve uma sequência, As Misteriosas Cidades do Ouro de 2012. Depois do lançamento da segunda temporada, a série teve mais duas temporadas (3 e 4) até 2020.

## Narração da abertura
Estamos no século 16. De toda a Europa, grandes navios navegaram para o oeste para conquistar o Novo Mundo, as Américas. Os homens ficaram ansiosos em busca de fortuna, e encontrar novas aventuras em terras novas. Anseiam para atravessar mares desconhecidos e descobrir países desconhecidos, para encontrar o segredo do ouro em uma trilha da montanha no alto dos Andes. Eles sonham em seguir o caminho do sol que leva a El Dorado e As Misteriosas Cidades de Ouro.

## Enredo
A série começa em 1532 ambientada na cidade de Barcelona. Esteban é um rapaz de 12 anos muito travesso que anda sempre metido em confusões. Até que um dia o seu tutor, o Padre Rodriguez, morre e descobre algo sobre a sua verdadeira identidade. Um bebé foi resgatado por Mendoza, o marinheiro, enquanto ele estava num barco à deriva no Oceano Pacífico. Esteban se torna popular em Barcelona, por causa do seu dom em trazer o sol em más condições atmosféricas, e ganhou o apelido de o "filho do sol". Livre e ansioso pela aventura, Mendoza convence-o a viajar com ele para o Novo Mundo (ou seja as Américas), com o comandante Gomez e o capitão Gaspard, para procurarem as misteriosas cidades de ouro. O pai do Esteban parece estar relacionado com as cidade de ouro, então o menino fica convencido que o pode encontrar. Durante a viagem no galeão 'Esperanza', Esteban conhece a Zia, uma jovem Inca, que tem o mesmo medalhão estranho como ele.
Durante as suas aventuras ainda conhecem o Tao, um rapaz descendente do (fictício) Império de Mu. Juntos irão viver uma longa aventura cheia de descobertas e de perigo.

## Personagens principais
- Esteban  – É um órfão de 12 anos que foi resgatado no mar quando era um bebé pelo navegador espanhol Mendoza. Ele usa um dos dois medalhões do sol. Ele sonha com aventuras e é extremamente impulsivo. Esteban tem medo de alturas (vertigens) e o povo de Barcelona acredita que ele seja o "Filho do Sol". Eles o levam para o alto no porto para chamar o sol para auxiliar os navios que partem. Ele se junta aos espanhóis em sua busca por uma das Sete Cidades de Ouro no Novo Mundo, na esperança de encontrar o seu pai.
- Zia – A filha de um alto sacerdote Inca. Ela foi raptada do Peru pelo Governador Pizarro quando ela tinha sete anos e dada de presente à Rainha da Espanha para a sua filha, Princesa Margarita. Cinco anos depois, ela foi raptada do palácio pelo comandante Gomez porque ele precisava que ele decifrasse um quipu, que supostamente indicaria a localização das Cidades de Ouro. Ela conheceu o Esteban dentro do porão do galeão, após a sua partida de Barcelona. Zia usa um medalhão do sol igual ao do Esteban, com um sol e a lua no disco de bloqueio.
- Tao – O último descendente vivo do império submerso de Mu. Ele vivia sozinho nas ilhas Galápagos, após a morte do seu pai.
- Pichu — Também chamado 'Kokapetl' na versão inglesa, o Pichu é o papagaio de estimação do Tao. Ele consegue falar e comunicar com frases repetidas curtas, como por exemplo, "Alerta, alerta!"
- Mendoza – Um navegador espanhol da frota. Ele resgatou o jovem Esteban de um naufrágio durante uma das suas viagens. Ele é um marinheiro experiente, um navegador competente e um mestre espadachim, Mendoza se coloca no papel de um líder. Nem sempre é claro, no entanto, onde a sua lealdade é muitas vezes, o que se torna num desacordo entre os outros personagens. Ele é acompanhado por dois marinheiros: Sancho e Pedro. Mendoza passou muitos anos em busca de informação sobre as Cidades de Ouro, o que acabou levando-o até aos medalhões do sol - um dos quais ele tirou de Esteban quando ele o resgatou para mantê-lo seguro.
- Pedro e Sancho — Os marujos que trabalham para o Mendoza. No grupo dos protagonistas, eles servem de alívio cómico. São os dois cobiçosos, mais que o Mendoza, e estão sempre a sonhar com o ouro que lhes é prometido.
- Gomez — O comandante da frota espanhola, e um dos antagonistas principais do programa. Ele é inteligente mas falso, sendo sempre bom a manipular os seus aliados e inimigos. Não hesita a sequestrar as crianças quando tem a oportunidade. Ele é um homem ganancioso que realiza as ordens do seu superior, Francisco Pizarro.
- Gaspard — O capitão da frota espanhola e também um antagonista, como o Gomez. Os dois andam sempre em par. O Gaspard tem mais músculo que cérebro e então ele torna-se no alívio cómico da série muito rápido. Tal como o seu comandante, ele é ganancioso e fará de tudo para chegar ás Cidades de Ouro. Os dois fracassam nesta missão várias vezes.

## Episódios
1. Esteban, o filho do Sol
2. Em direção ao Estreito de Magalhães
3. Um terrível tornado
4. À deriva no mar infernal
5. A Ilha do Fim do Mundo
6. Solaris, o gigantesco navio do império de Mu
7. O segredo de Solaris
8. O novo continente
9. O final de Solaris
10. O segredo do templo subterrâneo
11. Mensageiros de Mistérios
12. O segredo do pingente
13. O mistério dos pais de Esteban
14. Os dois pingentes
15. A última fuga
16. O ataque dos abutres gigantes
17. O Grande Condor de ouro
18. O primeiro voo do Grande Condor
19. O segredo do Grande Condor
20. Uma nova jornada
21. O Amazonas
22. A bruxa da selva
23. A ira do Deus Maia
24. O segredo da máscara de jade
25. O mistério da fonte sagrada
26. Os pântanos do Deus da chuva
27. Decifrando os manuscritos
28. A floresta de estátuas de pedra
29. A base dos olmecas
30. Escape
31. O povo do novo Sol
32. O regresso do Grande Condor
33. A revolta dos maias
34. A grande batalha
35. O segredo dos Olmecas
36. A Máquina dos Olmecas
37. Às portas da cidade de ouro
38. O grande legado
39. O fim da Cidade de Ouro